# Jardín Botánico de Investigación de Hannoversch Münden
El Jardín Botánico de Investigación de Hannoversch Münden en alemán : Forstbotanischer Garten in Hannoversch Münden es un jardín botánico forestal de 2.87 hectáreas y arboreto, en Hannoversch Münden, Alemania. Su código de reconocimiento internacional como institución botánica así como de su herbario es HLMU.

## Localización
Hessische Landesanstalt fuer Forsteinrichtung Waldforschung und Waldoekologie Prof. Oelker-Strase 6, 34346 Hannoversch Münden
, Baja Sajonia, Deutschland-Alemania.51°24′54″N 9°39′34.2″E / 51.41500, 9.659500

## Historia
El jardín fue establecido en 1868 con la fundación de la Academia Real de Prusiana de Silvicultura Hann. Münden, y abierto formalmente en 1870 en un terreno de 5.25 hectáreas.
Quedó abandonado durante la Primera Guerra Mundial, y después de su destrucción por ataques aéreos en la Segunda Guerra Mundial fue utilizado como terreno de cultivo. 
En 1962 el jardín fue restablecido en 4.3 hectáreas con unas 1700 especies del árboles y arbustos, pero después de que la academia se trasladara a Göttingen en 1970, fue abandonado otra vez. 
Abrió de nuevo en 1988 con 2.87 hectáreas de extensión, y desde el 2005 ha sido mantenido por el servicio de silvicultura de Baja Sajonia (Niedersächsische Landesforsten) Münden. 

## Colecciones
Actualmente alberga 754 árboles y arbustos bajo una protección especial.